# Gouézec
Gouézec é uma comuna francesa na região administrativa da Bretanha, no departamento Finisterra. Estende-se por uma área de 30,74 km². Em 2010 a comuna tinha 1 132 habitantes (densidade: 36,8 hab./km²).